# Кривяки
Кривяки (укр. Крив'яки) — село в Мостисской городской общине Яворовского района Львовской области Украины.
Население по переписи 2001 года составляло 252 человека. Занимает площадь 0,665 км². Почтовый индекс — 81314. Телефонный код — 3234.